# De kraters van Kukulus
De kraters van Kukulus is een  stripverhaal uit de reeks van Jerom. Het hoort bij de "Groene Reeks (De gouden stuntman)" en de eerste druk is van 1979.

## Locaties
Dit verhaal speelt zich af op de volgende locaties:
- Morotari-burcht, raketbasis, geheime basis in de bergen, kantoor Eerste Minister, Kukulus,

## Personages
In dit verhaal spelen de volgende personages mee:
- Jerom, tante Sidonia, Odilon, professor Barabas, presentator, technici, internationale bende, Eerste Minister, Korneel, geleerden,

## Het verhaal
Drie geleerden vliegen met een speciale zending naar Mars, maar de raket raakt uit koers. Niemand weet dat er een geheime basis in de bergen is. Een internationale bende heeft met een magnetische straal de koers van de raket beïnvloed. Ze willen losgeld vragen voor de geleerden. De Eerste Minister vraagt Morotari om hulp en de vrienden stijgen met een eigen raket op. De geleerden kunnen de raket weer laten vliegen, maar passeren Mars en komen op Kukulus terecht. De raket raakt totaal vernield tijdens de landing, maar gelukkig is er een dampkring. Odilon gaat op onderzoek uit, maar hij komt niet terug. Op de planeet zijn gekke kratertjes aanwezig en de vuurbergjes achtervolgen Jerom. Hij ziet dat Odilon en de geleerden zijn gevangen door de vuurbergjes. Jerom hakt een kratertje uit een berg en gebruikt dit als vermomming. Hij houdt contact met zijn vrienden via een radio en probeert bij de gevangenen te komen.
Professor Barabas waarschuwt dat er nog een raket in aantocht is en de criminelen zijn op zoek naar de geleerden. Ze landen bij de ingang van de spelonk en klimmen uit d raket. Dan worden ze aangevallen door de kratertjes. De criminelen vuren met munitie terug, terwijl Jerom bij de gevangenen probeert te komen. Zijn krater wordt stukgeschoten en zonder vermomming wordt hij weer aangevallen door de kratertjes. De criminelen worden gedwongen weer in de raket te klimmen en weg te vliegen, ze kunnen niet op tegen de vuurkracht van de kratertjes. Jerom kan voorkomen dat de kratertjes de gevangenen beschieten. De gevangenen vluchten naar de raket, maar dan komt Jerom een draak tegen. Er komen nog meer kratertjes en Jerom rent ook naar de raket. De raket vliegt weer naar de aarde en ze komend de raket van de criminelen tegen. Deze is door de kratertjes beschadigd en de criminelen hebben bijna geen zuurstof meer. De raket wordt meegenomen naar de aarde, waar de criminelen een verdiende straf zullen krijgen.